# Église Saint-Michel de Nantua
Pour les articles homonymes, voir Église Saint-Michel.
L'église Saint-Michel est une église catholique située à Nantua, dans le département de l'Ain, en France. Elle est le dernier vestige de l'église abbatiale de l'abbaye bénédictine Saint-Pierre de Nantua construite vers 671, devenue simple prieuré en 1100. Église d'origine romane, d'influence clunisienne, elle a été ornée du premier gothique régional à la fin du XIIe siècle. 

## Description
Il s'agit d'une église romane clunisienne qui abrite un tableau d'Eugène Delacroix : Saint Sébastien secouru par les saintes femmes (1836).
Le clocher de l'église bénéficie d'une inscription au titre des monuments historiques depuis le 18 septembre 2015 alors que le reste de l'église Saint-Michel de Nantua avait déjà fait l’objet d’un classement le 26 avril 1907,.

## Galerie

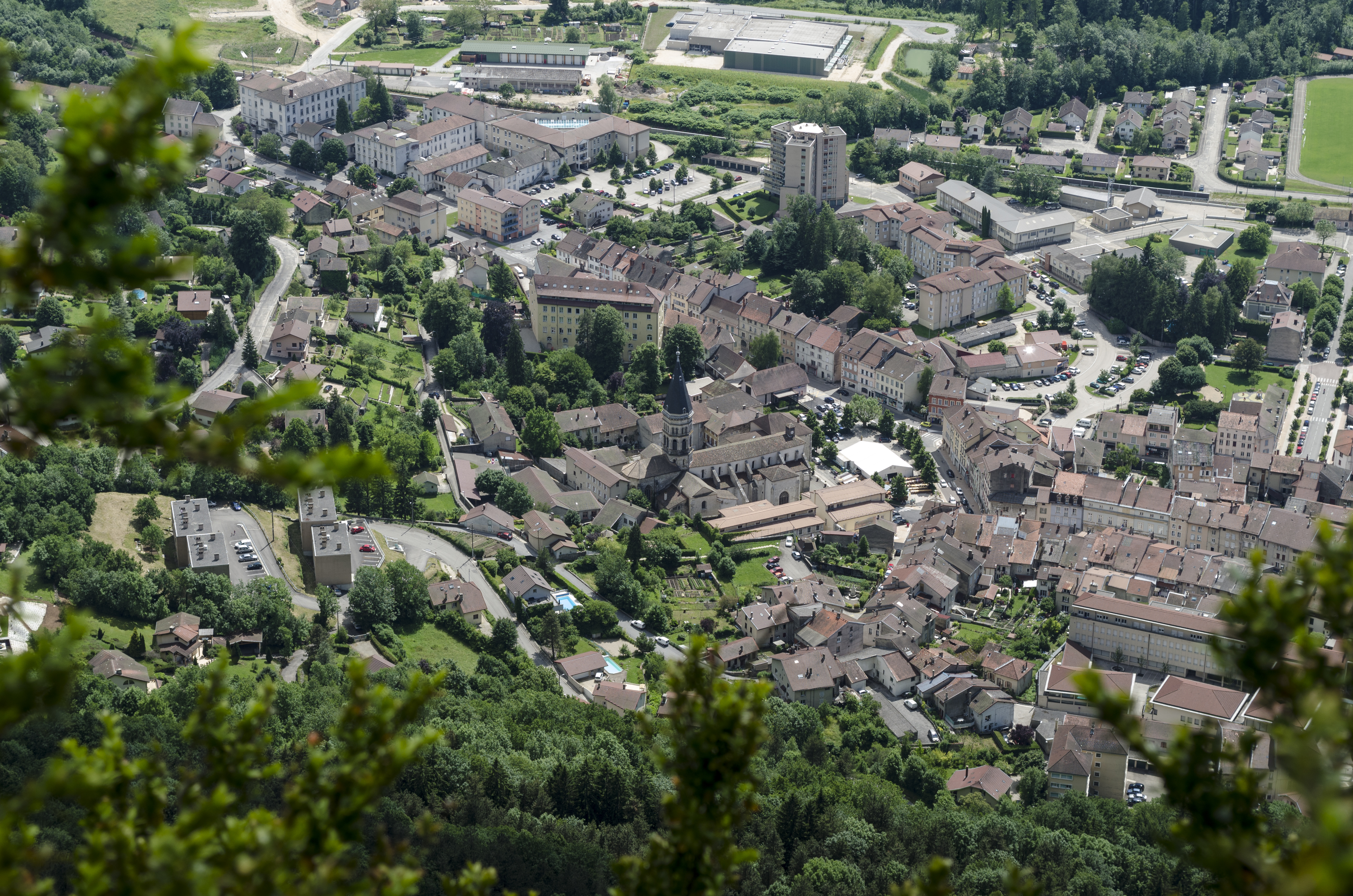
L'église, au centre, vue des falaises de la ville.
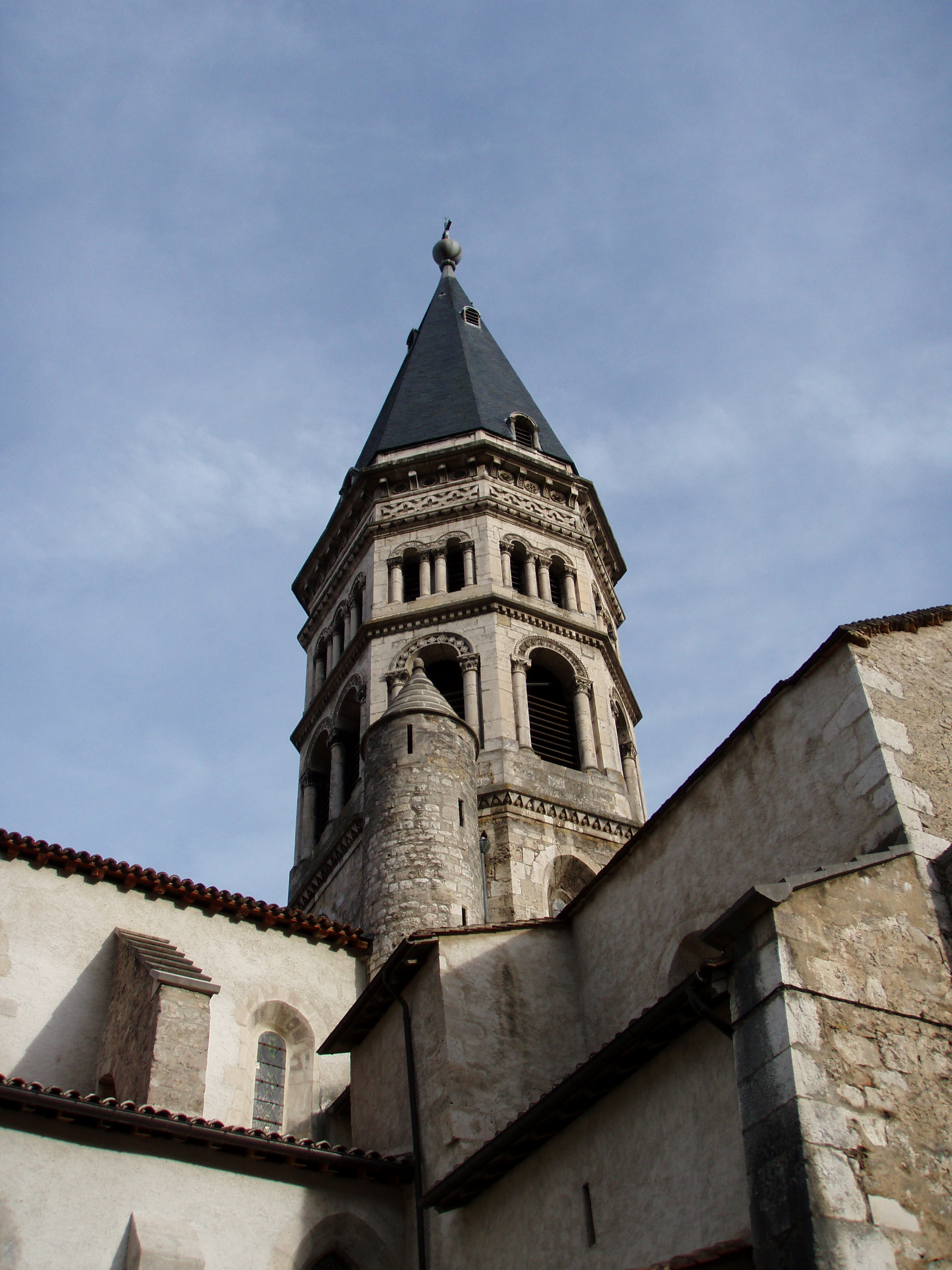
Le clocher de l'église.
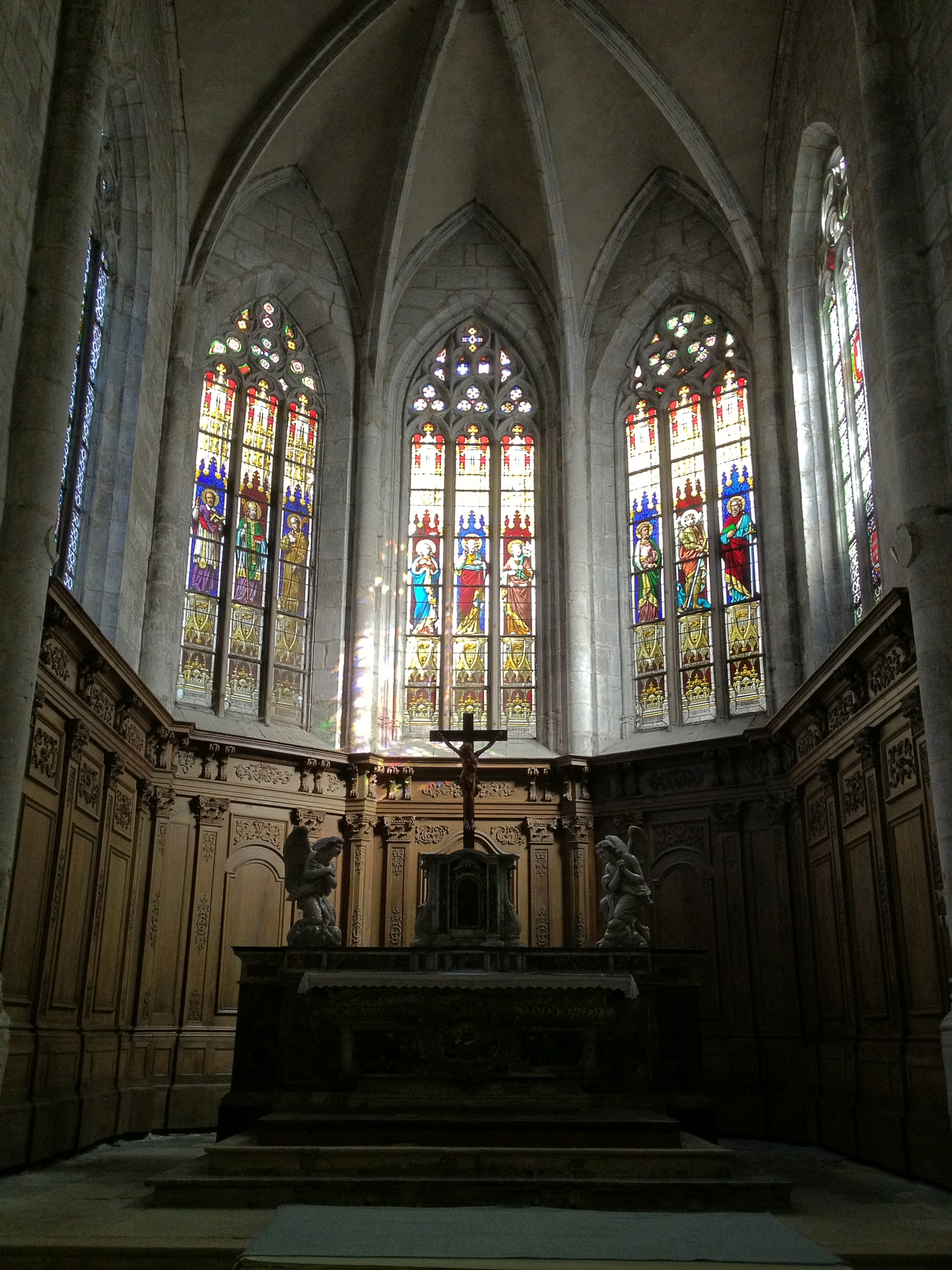
Chœur de l’église.
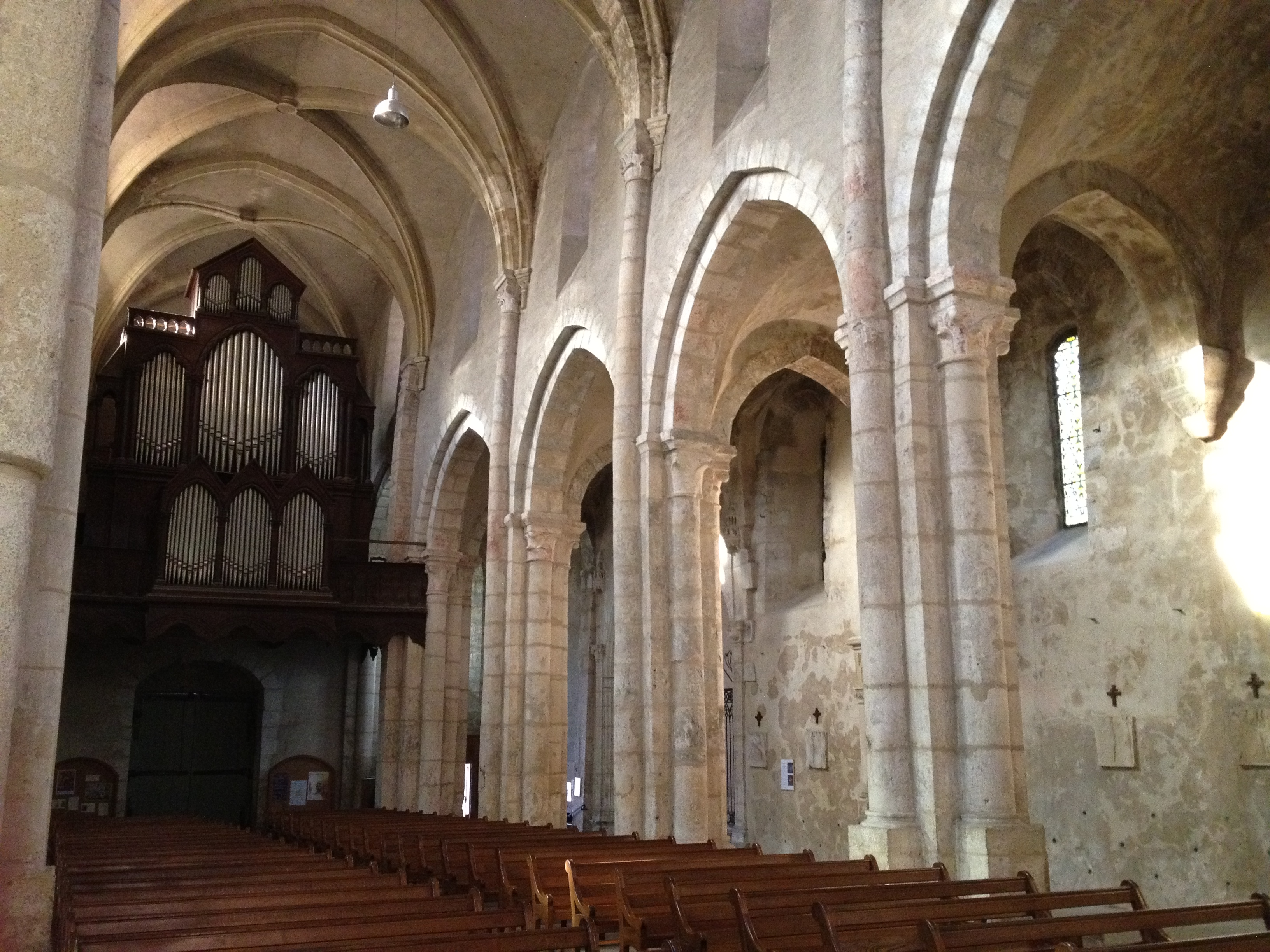
Orgue et nef centrale.
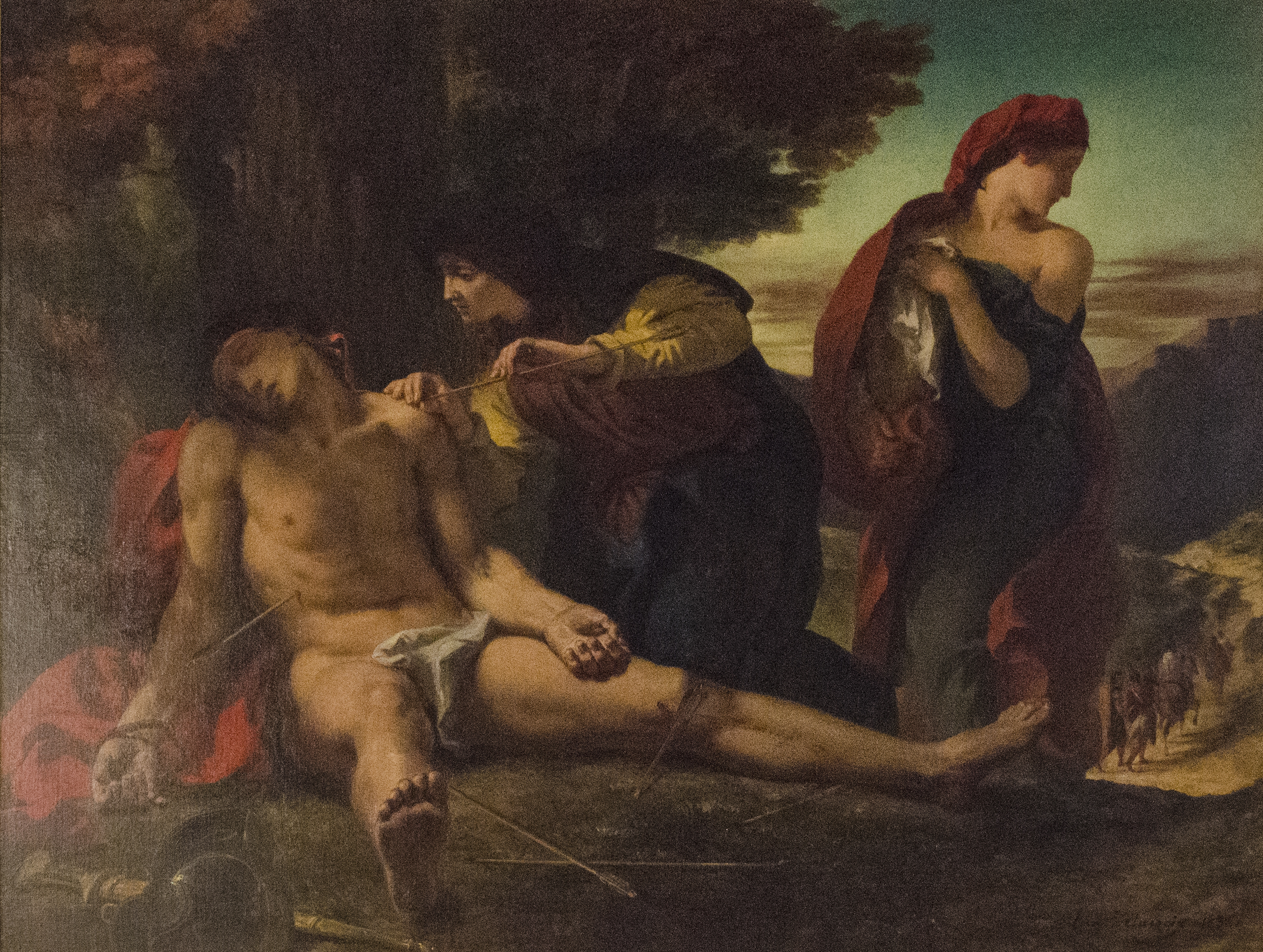
Eugène Delacroix, Saint Sébastien secouru par les saintes femmes (1836).